# Chilonatalus micropus
Chilonatalus micropus är en fladdermusart som beskrevs av George Edward Dobson 1880. Chilonatalus micropus ingår i släktet Chilonatalus och familjen trattöronfladdermöss. Artepitet micropus i det vetenskapliga namnet är latin för "liten fot".
Inga underarter finns listade i Catalogue of Life. Wilson & Reeder (2005) skiljer mellan tre underarter.
Några individer som undersöktes vid slutet av 1890-talet hade en absolut kroppslängd av 80 till 90 mm, inklusive en 45 till 49 mm lång svans (längden av alla svanskotor). Deras bakfötter var cirka 7 mm långa och öronen ungefär 11,5 till 14 mm långa.
Arten är med en underarmlängd av 31 till 36 mm och en vikt av 2 till 3 g den mindre arten i släktet Chilonatalus. Den har liksom andra trattöronfladdermöss stora trattformiga öron och en liten hudflik på näsan (bladet) som är täckt av hår. Vingarna har en lång och smal form och svansen är inbäddad i den del av flygmembranen som ligger mellan bakbenen. Nedanför underläppen förekommer ytterligare en naken hudremsa. Den långa och täta pälsen bildas på ovansidan av hår som är gulbruna vid roten och rödbruna på spetsen. Undersidan är bär bara gulbrun päls. Chilonatalus micropus har tre framtänder på varje sida av över- och underkäken och det finns en klaff (diastema) mellan den andra och den tredje framtanden.
Denna fladdermus förekommer på Kuba, Jamaica, Hispaniola och på öngruppen Providencia som tillhör Colombia. Individerna vilar i grottor och jagar insekter. Vanligen föds en unge per kull. IUCN listar arten som nära hotad (NT).
Allmänt bildas kolonier med några hundra medlemmar vid viloplatsen. För att hitta sina byten använder arten ekolokaliseringen.